# Drei-Kaiser-Bau (Frankfurt am Main)

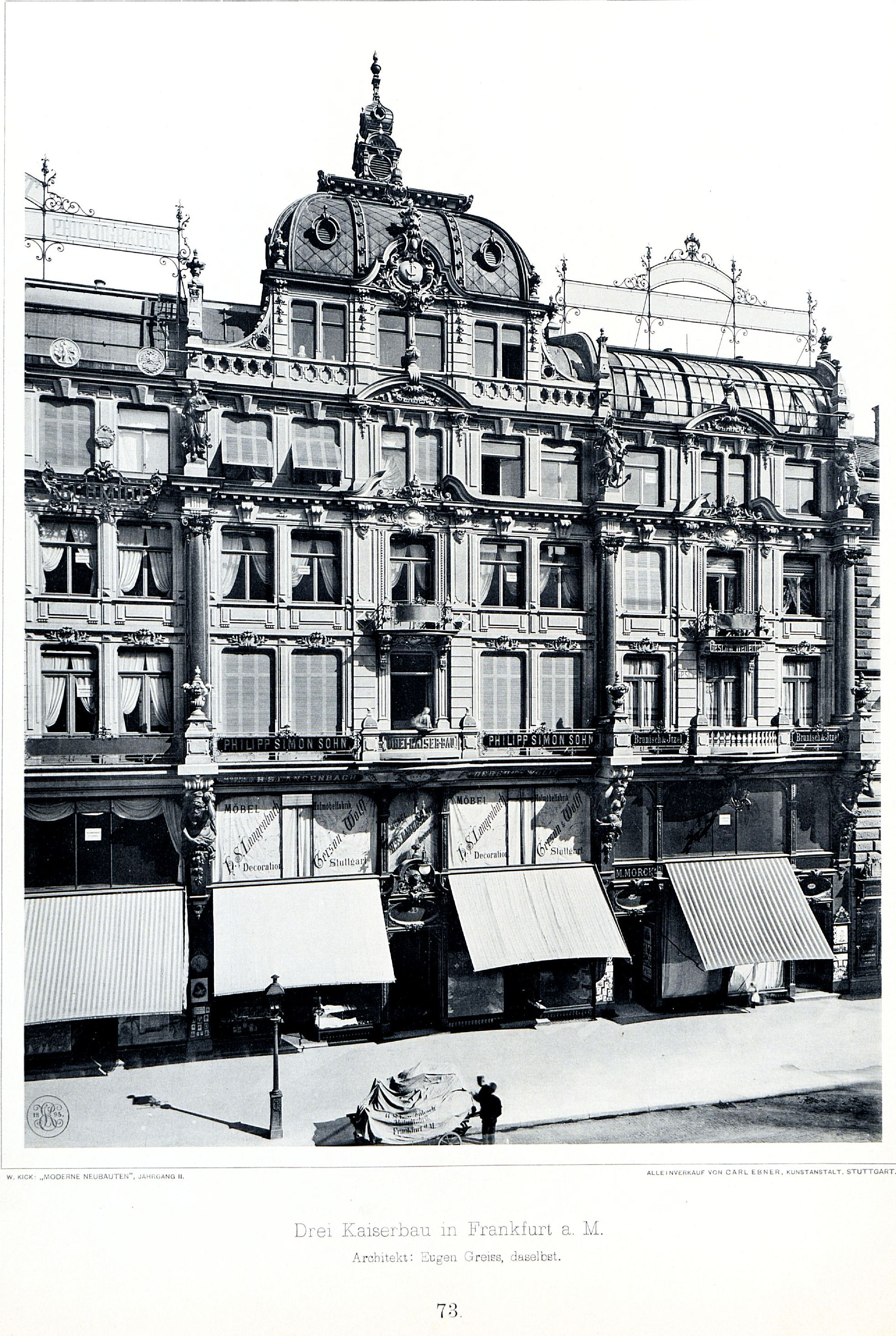
Fassade an der Kaiserstraße

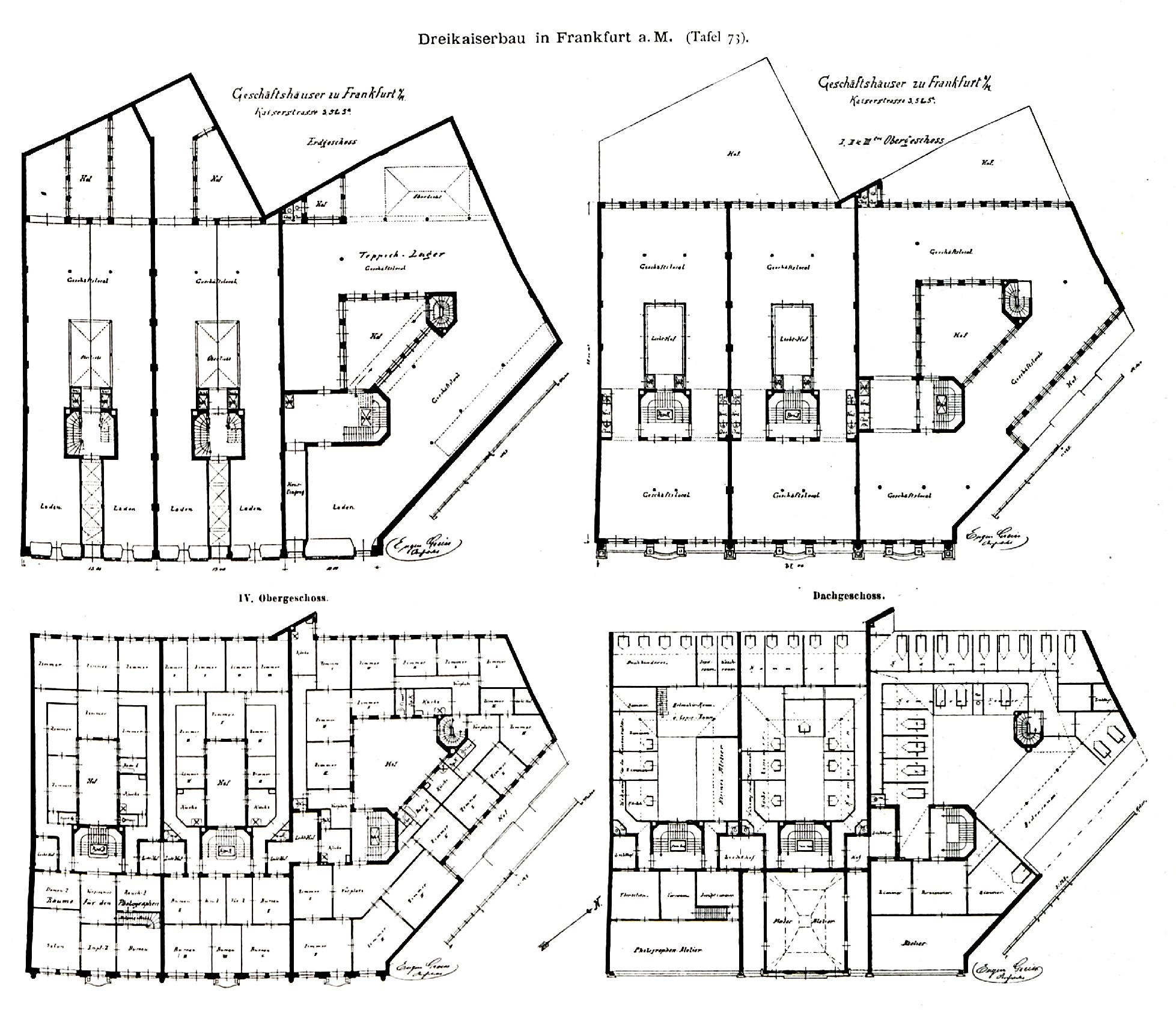
Grundrisse

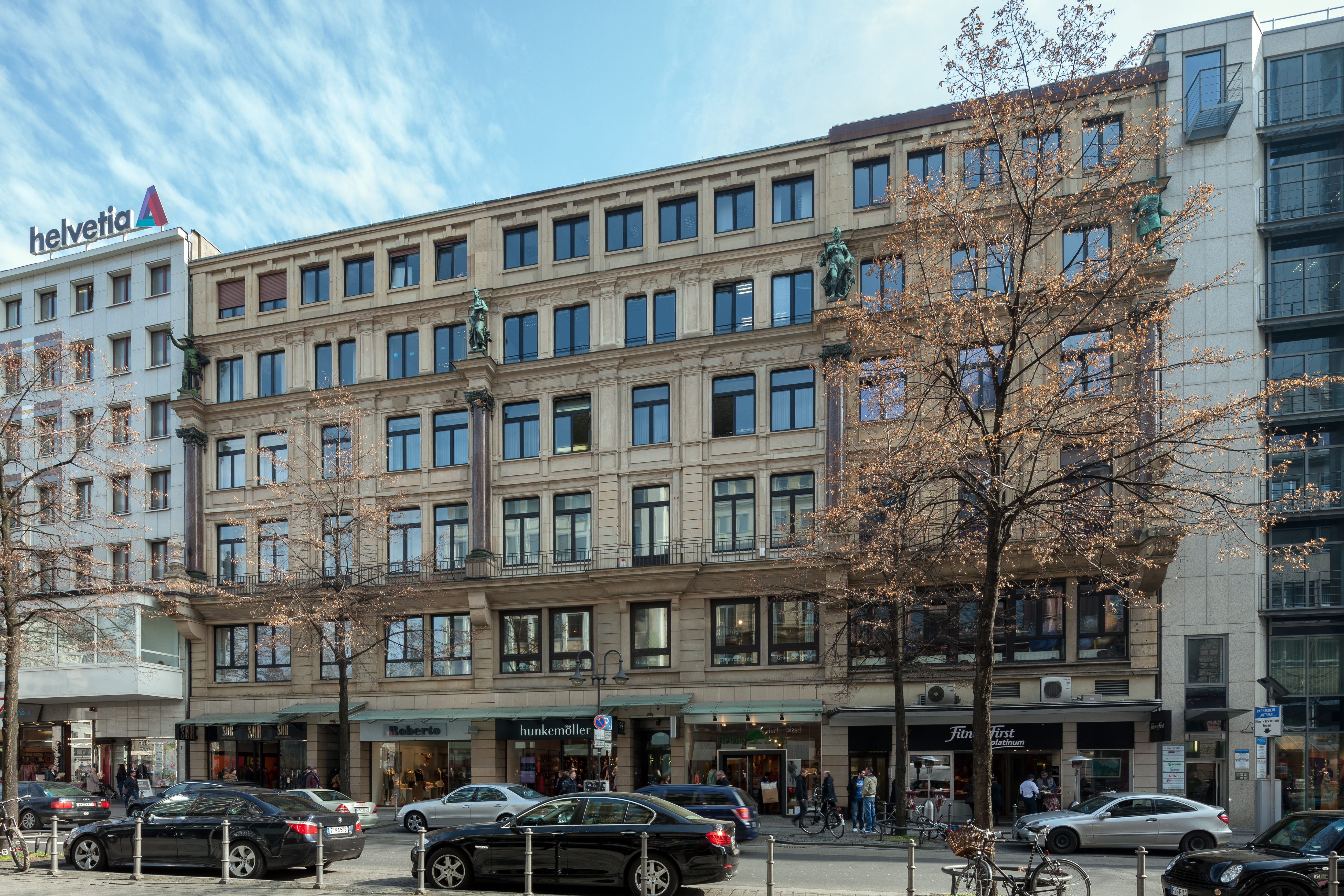
Heutiger Zustand

Der Drei-Kaiser-Bau, auch Drei-Kaiser-Haus, in Frankfurt am Main, Kaiserstraße 3–5a, wurde 1893 nach Entwürfen des Architekten Eugen Greiß (1856–1925) als repräsentatives Büro- und Geschäftshaus erbaut. Es ist in veränderter Form erhalten und steht unter Denkmalschutz.

## Beschreibung
Von 1870 bis 1873 wurde die heutige Kaiserstraße neu geplant und angelegt. Die Stadt erwarb die betreffenden Grundstücke und ließ die bestehenden Häuser abreißen, um Platz für den 80 Fuß (22,80 Meter) breiten Prachtboulevard zu schaffen. Lediglich zwei Grundstückseigentümer verweigerten den Verkauf, einer davon war die Cronstett- und Hynspergische evangelische Stiftung zu Frankfurt am Main. Die Stadt enteignete daraufhin den für die Straße benötigten Teil der Stiftungs-Liegenschaft Rossmarkt 17/19/21, und mit Urteil vom 31. Januar 1873 bestätigte das königlich preußische Stadtgericht Frankfurt am Main die Enteignung und den Kaufpreis von 104,90 Mark je Quadratmeter. Das Restgrundstück blieb Eigentum der Stiftung, die einen darauf erhaltenen kleineren Gebäudeteil nutzte, während auf den anderen Grundstücken an der neuen Kaiserstraße repräsentative Häuser im Stil des Historismus entstanden.
1893 verkaufte die Stiftung das Restgrundstück, um mit dem Kaufpreis einen Neubau auf dem Grundstück Lindenstraße 27 im Westend zu finanzieren. Das bei der Enteignung übrig gebliebene Stiftsgebäude an der Einmündung der Kaiserstraße in den Rossmarkt wurde zu einem Geschäftshaus umgebaut. Den noch unbebauten Grundstücksteil mit einer 37 m langen Frontlinie zur Kaiserstraße erwarb der Frankfurter Bauunternehmer Jakob Carl Junior und errichtete auf den neu parzellierten Grundstücken Kaiserstraße 3/5/5a den Drei-Kaiser-Bau. Der Standort hatte sich in knapp zwei Jahrzehnten zur ersten Geschäftslage Frankfurts entwickelt, die neue Bebauung des Geländes sollte daher den wertvollen Platz möglichst vollständig ausnutzen. Aus diesem Grund wurde die Gebäudetiefe auf genau 35 m festgesetzt, da die Baubehörde erst bei einer über diese Länge hinausgehenden Gebäudetiefe die Anlage einer Einfahrt forderte. Die Neubebauung bestand aus drei Bauteilen, die durch Brandmauern voneinander getrennt waren, aber zur Straße hin eine einheitliche Fassade zeigten. Zwei der Gebäude hatten identische Grundrisse mit jeweils einer Fassadenbreite von etwa 13,50 m und einer Tiefe von 47 bis 50 m. Das dritte, südliche Haus besaß eine Fassadenbreite von 10,00 m bei einer mittleren Breite von 28,5 m und einer Tiefe von 46 m – der unregelmäßige Grundstückszuschnitt erklärt sich mit der unverändert gebliebenen, spitzwinklig zur Achse der Kaiserstraße verlaufenden Westgrenze des alten Stiftungsgrundstücks. Das mittlere Gebäude trug ursprünglich eine heute nicht mehr vorhandene Haube mit Laterne. Die Dachgeschosse aller drei Bauteile waren als Ateliers geplant, wobei das linke (im Haus 3) und das rechte (im Haus 5a) für Berufsfotografen gedacht waren, während sich in der Kuppel des mittleren ein Maleratelier mit 8,5 bis 10 Metern Länge und 6,50 Metern Höhe befand.
Die ursprüngliche Fassade aus hellgelbem bayerischem Sandstein erhielt eine repräsentative und reich verzierte Gestaltung im Stil des Neobarock, auf der auch der Gebäudename Drei-Kaiser-Bau als Inschrift zu lesen war. Sie entstand in der Zusammenarbeit von Greiß mit dem Frankfurter Architekten Gustav Klemm. Die Balkongeländer wurden auf Grund der Nutzung als Geschäftshaus mit Reklametafeln versehen, ebenso erhielten die Dächer Reklame-Aufsätze mit auf winddurchlässige Drahtnetze in verzierten Rahmen montierten Buchstaben. Vier 6,50 m hohe Dreiviertelsäulen aus schwedischem Syenit gliedern die Straßenfassade in drei den Gebäudeteilen entsprechende Abschnitte. Die vier Säulen wurden von Pfeilern aus schwarzem Syenit mittels Bronzekaryatiden getragen und trugen ihrerseits wiederum über dem Hauptgesims 2,40 m hohe Bronzestatuen. Die überlebensgroßen, bronzenen Figuren stellten Handel, Schifffahrt, Kunst und Gewerbe dar. Die Haube bestand aus einem Eisengerippe, das mit Kupferblech verkleidet war. Die Steildächer waren mit Schiefer aus Kaub gedeckt. Die Bildhauerarbeiten, figürlich wie ornamental, wurden vom Frankfurter Bildhauer Franz Jakob Born (1845–1902) gestaltet. Die Türumrahmungen waren ebenfalls aus galvanisierter Bronze, während die Schaufenster des Erdgeschosses und des ersten Obergeschosses Rahmen aus gehobeltem Stahl hatten.
Im Zweiten Weltkrieg brannte das Dach samt Kuppel 1944 nach Bombenangriffen aus. 1952 wurde das Gebäude instand gesetzt. Hierbei wurden die Fassade vereinfacht und das zerstörte Dachgeschoss durch ein Vollgeschoss mit Flachdach ersetzt.
Die Fassade zeigt heute vereinfachte Schmuckelemente, aber weiterhin die vier skulpturenbesetzten Frontsäulen vor dem dritten und vierten Obergeschoss. Die Pfeiler und metallenen Fassadenteile der Schaufensterfront wurden durch Steinverblendungen im Material der restlichen Fassade ersetzt, insbesondere entstanden so im 1. Obergeschoss statt der Schaufenster Fenster in normaler Größe. Das Gebäude wird nach wie vor gewerblich genutzt, es finden sich Arztpraxen und Büros verschiedener Unternehmen.